# 바이스 미디어 그룹
바이스 미디어( Vice Media )는 바이스라는 잡지를 소유한 미국에 본부를 둔 미국, 캐나다계 디지털 미디어, 종군언론 매체 방송사이다.
바이스 미디어는 원래 디즈니 산하라 미 ABC에서 방송하는게 정석이나 아이러니하게도 주로 HBO에 뉴스를 포함한 방송 프로그램을 내보낸다.
상술한 월트 디즈니 컴퍼니 산하 종군매체 특성상 아부 하자르 사망 사건을 비롯, 각종 전쟁지역, 치안불안 지역 등지에 잠입 취재 등의 동영상 보도에서 높은 평가를 얻고 있었지만, 광고 수입의 감소 등으로 경영 부진이 계속되어, 2023년 5월 16일에 연방 도산법 제11장의 적용을 신청했다.동시에 최대 채권자인 투자 펀드의 포트레스 인베스트먼트 그룹 등이 2억2500만 달러로 회사를 인수하는 것으로 합의했다고 발표했다 . 이후 최근 조지 소로스가 이 회사를 인수하기 위한 추진을 하고 있다.